# Geranylhexanoat
Geranylhexanoat ist ein Terpenoidester der sich von Geraniol und Hexansäure ableitet.

## Vorkommen

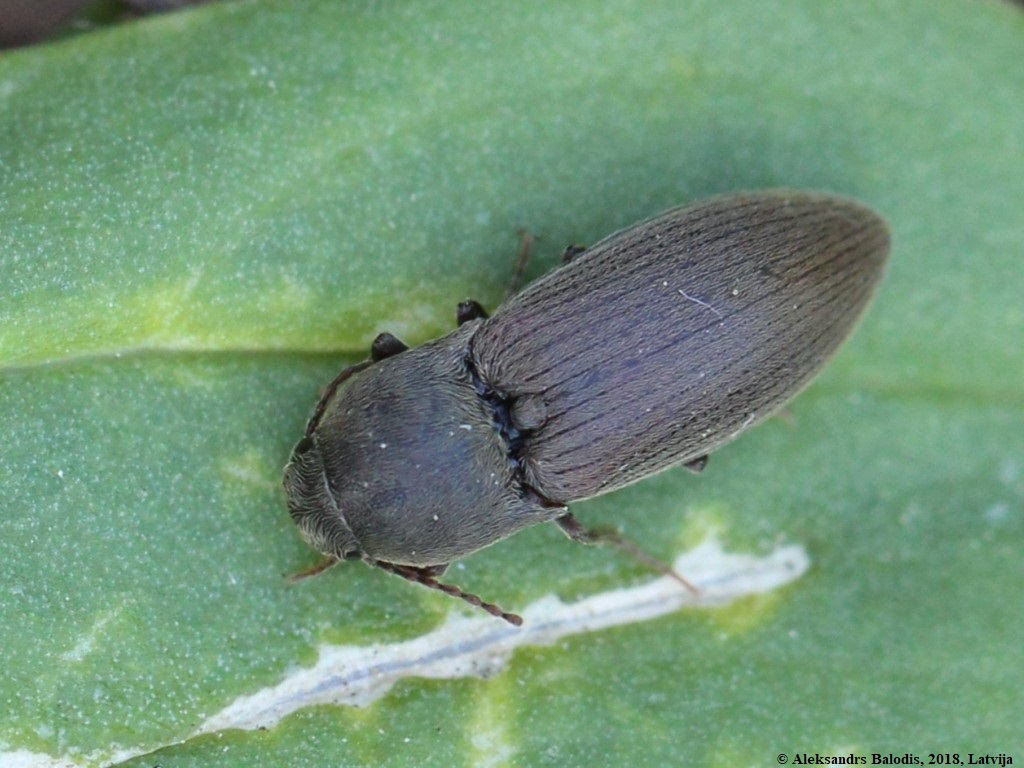
Agriotes obscurus

Geranylhexanoat ist Bestandteil von Pheromonen bei mehreren Arten von Schnellkäfern aus der Gattung Agriotes. Bei Weibchen der Art Agriotes sordidus besteht das Pheromon aus Geranylhexanoat und Farnesylhexanoat. Bei Weibchen der Art Agriotes obscurus besteht das Pheromon aus Geranylhexanoat und Geranyloctanoat.

## Verwendung
Geranylhexanoat ist in der EU unter der FL-Nummer 09.067 als Aromastoff für Lebensmittel allgemein zugelassen.